# Griješnica
Griješnica (njem. Die Sünderin) je kontroverzna njemačka melodrama Willi Forsta iz 1951. godine.
Film je izazvao oštre prosvjede Katoličke crkve i njemačke javnosti kako zbog kratke scene s golom Hildegard Knef, tako i zbog svoje teme o prostituciji i samoubojstvu, čime je prerastao u jedan od najvećih njemačkih filmskih skandala. Zbog filma su organizirane brojne demonstracije i zatvorena kina u brojnim njemačkim i europskim gradovima, a zbog njega su vođeni i sudski procesi. Od početka prikazivanja (kino start: 18. siječnja 1951.) film je samo u Njemačkoj vidjelo preko 7 milijuna gledatelja.

## Radnja
Film prati sudbinu prostitutke Marine (Hildegard Knef), koja se zaljubljuje u slikara Alexandera Kleefa (Gustav Fröhlich) oboljelog od tumora na mozgu. Marina financijski pomaže neuspješnog slikara, čime se ponovno vraća prostituciji kojom se prestala baviti upoznavši Alexandera. Zajedno doživljavaju nekoliko sretnih tjedana. Kada Alexander izgubi vid, uskraćuje ga muka i na koncu ubija njega i sebe prekomjernom dozom Veronala. 
Naziv filma trebao je biti "Monolog", jer lik Marine priča unatrag o svom životu. Film počinje scenom u kojoj Marina truje svog ljubavnika. Smiruje se i gledateljima počinje kazivati priču o svom životu. U zadnjoj sceni film se ponovno vraća na početak priče, te završava scenom Marininog samoubojstva.

## Zanimljivosti
Hildegard Knef: "Apsurdno je što se jedna zemlja koja je imala Auschwitz i takve strahote, samo nekoliko godina kasnije ponaša na takav način samo zato što se na nekoliko sekundi na platnu vidi moje golo tijelo."
Hildegard Knef: "Ja sam dobila skandal, a producenti novce."
Hildegard Knef: "U osnovi crkva je napravila ovaj skandal zbog dvostrukog samoubojstva u filmu. Uzrokovalo ih je razočaranje životom, a ne gole grudi!"

## Vanjske poveznice
- Njemački filmski institut (njem.)  Arhivirana inačica izvorne stranice od 20. svibnja 2006. (Wayback Machine)
- Prvi njemački filmski skandal (njem.)  Arhivirana inačica izvorne stranice od 25. srpnja 2006. (Wayback Machine)
- Moviemaster.de (njem.)